# Periphyllopsis galatheae
Periphyllopsis galatheae är en manetart som beskrevs av Paul Torben Lassenius Kramp 1959. Periphyllopsis galatheae ingår i släktet Periphyllopsis och familjen Periphyllidae.
Artens utbredningsområde är Indiska oceanen. Inga underarter finns listade i Catalogue of Life.